# Cotonopsis jaliscana
Cotonopsis jaliscana is een slakkensoort uit de familie van de Columbellidae. De wetenschappelijke naam van de soort is voor het eerst geldig gepubliceerd in 1989 door Jung.